# 壺腹癌
壺腹癌（ampullary cancer）或壺腹周圍癌（periampullary cancer）是在肝胰壺腹附近的癌症。肝胰壺腹是肝臟及胰臟形成的管狀組織（膽管及胰管）結合後較寬的部份，之後進入小腸。其中包括
1. 肝胰壺腹的壺腹腫瘤
2. 下總膽管的癌症
3. 鄰近肝胰壺腹的十二指腸癌症
4. 胰臟頭的腫瘤

壺腹癌可能會伴隨是無痛的黃疸，也可能有緩解的情形，因為有時會因為腫瘤的脫落而緩解阻塞情形。
壺腹癌的症狀以及體徵有：黃疸、癢感、腹痛、體重減輕以及沒有胃口、經常性嘔吐、黑便、貧血。

## 治療
治療視疾病的分期以及黃疸的情形而定。若診斷時的癌症可以用手術完全去除，手術可能是最好的作法，也是需考慮的作法。若黃疸很嚴重，可以在手術前進行內視鏡逆行性膽胰管攝影術（endoscopic retrograde cholangiopancreatography，ERCP）並且支架置入，以減輕黃疸情形。此作法會在膽管中置入塑膠或是金屬的管子（stent），使膽管不會被癌細胞堵塞。
若腫瘤是在晚期，外科醫生可能會在手術前先使用新輔助治療（放射治療或是化學治療）以讓腫瘤減小，再進行手術以提高手術後的存活率。
切除壺腹癌的手術稱為胰十二指腸切除術，也稱為Whipple手術。會將胰臟的頭部以及十二指腸、膽管、膽囊、部份的胃和小腸以及鄰近的淋巴結切除。為了恢復胃腸道的運作，會將小腸連到胰臟、剩下的膽管和胃（有時會將胰臟連到胃）。